# Biscuit Step
Der Biscuit Step ist neben dem Pemmican Step eine der beiden Stufen im Lauf des Tucker-Gletschers im ostantarktischen Viktorialand. Sie liegt oberhalb der Einmündung des Trafalgar-Gletschers in den Victory Mountains. Die nördliche Hälfte ist stark von Gletscherspalten durchzogen, die südliche dagegen bietet eine bequeme Aufstiegsroute.
Benannt ist er nach den Hartkeksen (englisch biscuits), die zu den Nahrungsrationen für die Teilnehmer der von 1957 bis 1958 dauernden Kampagne der New Zealand Geological Survey Antarctic Expedition gehörten und die an dieser Stelle deponiert worden waren.